# Draconarius venustus
Draconarius venustus är en spindelart som beskrevs av S. V. Ovtchinnikov 1999. Draconarius venustus ingår i släktet Draconarius och familjen mörkerspindlar. Inga underarter finns listade i Catalogue of Life.